# Евфимий (Цулукидзе)
Епи́скоп Евфи́мий Цулукидзе (груз. ეპისკოპოსი ექვთიმე წულუკიძე; ум. 4 апреля 1856) — епископ Грузинского экзархата Русской православной церкви, епископ Имеретинский.

## Биография
Происходил из рода имеретинских князей.
До принятия монашества находился на послушании при Имеретинском архиепископе Софронии.
В 1811 году пострижен в монашество в Гелатском (или Газнатском) Богородичном монастыре.
В 1812 году рукоположен во иеродиакона, а в 1814 году — по иеромонаха.
С 1825 года — настоятель Кацхинского монастыря в сане игумена.
В 1841 году возведён в сан архимандрита и назначен настоятелем Гаэнатского монастыря.
29 июня 1844 году хиротонисан во епископа Гурийского.
С 11 апреля 1853 году — епископ Имеретинский.
Скончался 4 апреля 1856 года.